# Old Vigilante
Old Vigilante (también conocido como De Vigilante, Old Vigilantie, Vigilantie) es un paraje de Guyana en la región Mahaica-Berbice. 
Se ubica a 2 km de la ribera izquierda del río Berbice. 

## Demografía
Según censo de población 2002 contaba con 7 habitantes.

Población económicamente activa
| Dato      | Funcio narios | Profesionales y técnicos | Clero | Comercio y Servicios | Act. agrícolas | Act. industriales | Ocup. elementales | S/D | Total |
| --------- | ------------- | ------------------------ | ----- | -------------------- | -------------- | ----------------- | ----------------- | --- | ----- |
| Población | 0             | 0                        | 1     | 4                    | 0              | 0                 | 0                 | 2   | 7     |